# Nerrivik
Dans la mythologie inuit d'Alaska, Nerrivik est la Mère des Flots qui fournissait la nourriture au peuple inuit. Elle est la patronne des pêcheurs et chasseurs. Elle est considérée comme l'équivalente, au Canada, des déesses Sedna ou Arnapkapfaaluk, et de la déesse Arnakuagsak au Groenland.
Nom alternatif: Nerivik or Naravik (comme le nom d'une ville en Norvège)